# Kristaps Sotnieks
Kristaps Sotnieks (* 29. ledna 1987, Riga, Lotyšská SSR, SSSR) je lotyšský lední hokejista, v současné době působí v týmu Rytíři Kladno v české extralize. Hraje na pozici obránce.

## Klubová kariéra
Hrál za lotyšský klub HK Riga 2000. Od sezóny 2008/09 působí v Dinamu Riga v KHL.

## Reprezentace
Nastupoval za lotyšské mládežnické reprezentace.
S lotyšskou seniorskou reprezentací se zúčastnil několika mistrovství světa v ledním hokeji, ZOH 2010 v kanadském Vancouveru a ZOH 2014 v ruském Soči.